# پیتن
پیتن (به آلمانی: Piethen) یک منطقهٔ مسکونی در آلمان است که در زودلیشس آنهالت واقع شده‌است. پیتن ۲۷۰ نفر جمعیت دارد.